# Lamproscatella clava
Lamproscatella clava är en tvåvingeart som beskrevs av Wayne N. Mathis och Zuyin 1988. Lamproscatella clava ingår i släktet Lamproscatella och familjen vattenflugor.
Artens utbredningsområde är Mongoliet. Inga underarter finns listade i Catalogue of Life.